# Bidens incisa
Bidens incisa là một loài thực vật có hoa trong họ Cúc. Loài này được (Ker Gawl.) G.Don mô tả khoa học đầu tiên năm 1839.